# 藤本昭彦
藤本 昭彦（ふじもと あきひこ、1961年8月31日）は日本の実業家である。石原ケミカル株式会社代表取締役社長。

## 来歴・人物
兵庫県出身。
1985年3月大阪経済大学経済学部卒、同年4月石原薬品株式会社（現石原ケミカル株式会社）入社。
2022年執行役員新規事業推進部長、2023年取締役新規事業推進部長などを歴任し、2024年6月同社代表取締役社長に就任。
新規事業推進部長として、ガラスなど基盤になる材料の上に印刷することで、回路を形成することができる導電性銅ナノインクなどの新製品の販売拡大などを手がけた。。